# Idrizovo
Idrizovo är en ort i Nordmakedonien. Den ligger i kommunen Ilinden, i den centrala delen av landet, 13 kilometer öster om huvudstaden Skopje. Idrizovo ligger 225 meter över havet och antalet invånare är 2 292.